# NGC 7776
NGC 7776 је спирална галаксија у сазвежђу Водолија која се налази на NGC листи објеката дубоког неба.
Деклинација објекта је - 13° 35' 11" а ректасцензија 23h 54m 16,5s. Привидна величина (магнитуда) објекта NGC 7776 износи 14,5 а фотографска магнитуда 15,4. NGC 7776 је још познат и под ознакама IC 1514, MCG -2-60-22, PGC 72812.